# Dave Mastiff
David Minton (Birmingham, 21 luglio 1984) è un wrestler inglese.

## Biografia
Minton ha iniziato la sua carriera nel 2002 combattendo nella Revolution Pro Wrestling con il ringname Moralez. Ha lottato dal 2003 fino al 2011 con questo nome prima di cambiarlo in Dave Mastiff nel febbraio dello stesso anno.

## Carriera

### WWE (2018–2022)

#### NXT UK(2018–2022)
Il 16 maggio 2018 Mastiff è stato annunciato come uno dei partecipanti al torneo per determinare il contendente n°1 al WWE United Kingdom Championship di Pete Dunne, ma dopo aver eliminato Kenny Williams negli ottavi di finale è stato eliminato da Joe Coffey nei quarti. Successivamente, è stato annunciato che Mastiff sarebbe diventato parte attiva del brand di NXT UK. Il 12 gennaio 2019, a NXT UK TakeOver: Blackpool, Mastiff ha sconfitto Eddie Dennis in un No Disqualification match. Il 31 agosto, a NXT UK TakeOver: Cardiff, Mastiff è stato sconfitto da Joe Coffey in un Last Man Standing match. Nella puntata di NXT UK del 2 aprile Mastiff ha partecipato ad una 20-man Battle Royal per determinare il contendente n°1 all'NXT United Kingdom Championship di Walter ma è stato eliminato. Nella puntata di NXT UK del 15 ottobre Mastiff ha sconfitto Joseph Conners nel primo turno del torneo per l'NXT UK Heritage Cup. Nella puntata di NXT UK del 13 novembre Mastiff è stato sconfitto da Trent Seven nelle semifinali del torneo per l'NXT UK Heritage Cup.
Il 18 agosto 2022 Mastiff venne licenziato dalla WWE.

## Personaggio

### Mosse finali
- Discus Lariat
- Senton Bomb
- Big splash

### Soprannomi
- "Bastard"
- "Big Bad"
- "Bomber"
- "Human Hate Machine"

### Musiche d'ingresso
- Snake Bite (WWE; 2018–2022)

## Titoli e riconoscimenti
- Athletik Club Wrestling
  - ACW World Wrestling Championship (1)
- Anti-Watershed Wrestling
  - AWW Heavyweight Championship (1)
- Be. Catch Company
  - BCC Championship (1)
- International Pro Wrestling: United Kingdom
  - IPW:UK Championship (1)
  - IPW:UK Tag Team Championship (1) – con Jack Storm
- Preston City Wrestling
  - Preston City Wrestling Heavyweight Championship (1)
- Pro Wrestling Elite
  - PWE World Heavyweight Championship (1)
- Revolution Pro Wrestling
  - RPW British Heavyweight Championship (1)
- Real Quality Wrestling
  - RQW Tag Team Championship (1)
- World of Sport Wrestling
  - WOS Championship (1)